# Hyophorbe vaughanii
Hyophorbe vaughanii es una especie de planta fanerógama perteneciente a la familia Arecaceae que es originaria de la isla Mauricio. Su hábitat natural   son los bosques secos subtropicales o tropicales.

## Descripción
La planta cuenta con anillos prominentes en el tronco y las hojas en forma de arco, las cuales hacen que se diferencie de otras especies.

## Distribución
La planta se encuentra en todas partes en Mauricio.

## Hábitat
La planta se encuentra creciendo a la altitud de 400 a 550 metros  en la selva tropical de montaña.

## Taxonomía
Hyophorbe vaughanii fue descrita por Liberty Hyde Bailey y publicado en Gentes Herbarum; Occasional Papers on the Kinds of Plants 6: 70. 1942.
Etimología
Hyophorbe: nombre genérico que deriva de las palabras griegas: Hys, hyos = “cerdo” y phorbe = “alimentos”, en referencia a la última utilización de los frutos como alimento de cerdos.
vaughanii: epíteto